# Кучук-Бузав
Кучу́к-Буза́в (укр. Кучук-Бузав, крымскотат. Küçük Buzav, Кучюк Бузав) — исчезнувшее село в Первомайском районе Республики Крым, располагавшееся на юге района, в степной части Крыма, сейчас — примерно южная окраина села Сусанино.

## История
Первое документальное упоминание села встречается в Камеральном Описании Крыма… 1784 года, судя по которому, в последний период Крымского ханства Кучук Будак входил в Караул кадылык Перекопского каймаканства.
После присоединения Крыма к России (8) 19 апреля 1783 года, (8) 19 февраля 1784 года, именным указом Екатерины II сенату, на территории бывшего Крымского Ханства была образована Таврическая область и деревня была приписана к Перекопскому уезду. После Павловских реформ, с 1796 по 1802 год, входила в Акмечетский уезд Новороссийской губернии. По новому административному делению, после создания 8 (20) октября 1802 года Таврической губернии, Кучук-Бузав был включён в состав Урчукской волости Евпаторийского уезда.
По Ведомости о волостях и селениях, в Евпаторийском уезде с показанием числа дворов и душ… от 19 апреля 1806 года в деревне Кучук-бузав числилось 8 дворов, 72 крымских татарина и 4 ясыров. На военно-топографической карте генерал-майора Мухина 1817 года обозначены 2 деревни Бузав с 18 дворами в обеих (то есть, вместе с Кучук-Бузав). После реформы волостного деления 1829 года Биюк-Бузав, согласно «Ведомости о казённых волостях Таврической губернии 1829 года» остался в составе Урчукской волости. На карте 1836 года в деревне 6 дворов, а на карте 1842 года Кучук-Бузав обозначен условным знаком «малая деревня», то есть, менее 5 дворов.
В 1860-х годах, после земской реформы Александра II, деревню приписали к Абузларской волости.
Согласно «Памятной книжке Таврической губернии за 1867 год», деревня стояла покинутая, в результате эмиграции крымских татар, особенно массовой после Крымской войны 1853—1856 годов, в Турцию и лежала в развалинах, при этом профессор А. Н. Козловский в работе «Сведения о количестве и качестве воды в селениях, деревнях и колониях Таврической губернии…» 1867 года отмечал селение и что колодцы в деревнебыли глубиной 21—26 саженей (44—54 м) и вода в них была пресная.. В «Памятной книге Таврической губернии 1889 года», по результатам Х ревизии 1887 года, в деревне Кучук-Бузав числилось 14 дворов и 86 жителей. Согласно «…Памятной книжке Таврической губернии на 1892 год», в деревне Кучук-Бузав, входившей в Биюк-Кабаньский участок, числилось 45 жителей в 4 домохозяйствах.
Земская реформа 1890-х годов в Евпаторийском уезде прошла после 1892 года, в результате Бузав-Актачи, Биюк-Бузав и Кучук-Бузав приписали к Коджанбакской волости. С этого времени началось сростание поселений и по «…Памятной книжке Таврической губернии на 1900 год» в трёх деревнях, составлявших Бузавское сельское общество, числилось вместе 180 жителей в 32 дворах. В дальнейшем Кучук-Бузав не упоминается.